# Pachyprosopis cornuta
Pachyprosopis cornuta är en biart som beskrevs av Exley 1972. Pachyprosopis cornuta ingår i släktet Pachyprosopis och familjen korttungebin. Inga underarter finns listade i Catalogue of Life.

## Utbredning
Artens utbredningsområde är Australien.